# Lionel Koechlin
Lionel Koechlin (* 6. Juni 1948 in Paris) ist ein französischer Autor, Illustrator und Designer.

## Leben
Nach seinem Studium an der École nationale supérieure d’arts et métiers (ENSAM) hat Koechlin weltweit als Illustrator für Zeitschriften gearbeitet, unter anderem für die deutsche Zeitschrift Eltern.
Daneben wurde von ihm auch das Plattencover des Genesis-Albums Duke gestaltet.
Seit 1972 veröffentlichte er etwa 80 Kinderbücher. Koechlin lebt in Paris.

## Werke
- Die Farbe Gelb. Mondo-Verlag, Lausanne 1987; ISBN 2-88168-019-4
- Die Farbe Rot. Mondo-Verlag, Lausanne 1987; ISBN 2-88168-018-6
- Die Farbe Blau. Mondo-Verlag, Lausanne 1987; ISBN 2-88168-017-8